# Urzulei
Urzulei là một đô thị tại tỉnh Ogliastra trong vùng Sardinia, có vị trí khoảng 100 km về phía đông bắc của Cagliari và khoảng 25 km về phía tây bắc của Tortolì. Tại thời điểm ngày 31 tháng 12 năm 2004, đô thị này có dân số 1.412 người và diện tích là 130 km².
Đô thị Urzulei có các frazione (đơn vị cấp dưới) Silana.
Urzulei giáp các đô thị: Baunei, Dorgali, Orgosolo, Talana, Triei.